# Bahnhof Zweisimmen

Der Bahnhof Zweisimmen ist ein Bahnhof in der gleichnamigen Gemeinde im Schweizer Berner Oberland.
Er ist Verknüpfungspunkt der meterspurigen Bahnstrecke Montreux–Lenk im Simmental der Montreux-Berner Oberland-Bahn (MOB) und der normalspurigen Simmentalbahn der BLS AG. Durch eine Umspuranlage sind seit 2022 durchgehende Züge zwischen Montreux und Interlaken möglich.
Der Bahnhof ist im kantonalen Bauinventar als schützenswertes Kulturobjekt eingestuft.

## Geschichte
Das Bahnzeitalter in Zweisimmen begann 1902 mit der Eröffnung der Erlenbach-Zweisimmen-Bahn, welche durch die bereits seit 1897 bestehenden Spiez-Erlenbach-Bahn Anschluss an die Thunerseebahn aufwies.
1899 erhielt die MOB vom Bundesrat die Konzession für den Bau einer Bahnstrecke von Montbovon nach Zweisimmen, deren letztes Teilstück Gstaad–Zweisimmen am 6. Juli 1905 in Betrieb genommen wurde. 1906 wurde der heutige Bahnhof eröffnet. 1910 begannen die Bauarbeiten für die Verlängerung der MOB-Strecke nach Lenk im Simmental, welche 1912 vollendet wurde. Im Zuge dieser Verlängerung wurde auch eine Rollschemelanlage errichtet, um normalspurige Bahnwaggons von Spiez in die Lenk befördern zu können.
In den Folgejahren entstanden mehrere Baumassnahmen, so die Errichtung einer Remise oder Gemeinschaftsperrons von BLS und MOB.

## Umbau von 2015 und Umspuranlage
2015 begannen die grundlegenden Umbauarbeiten am Bahnhof Zweisimmen mit der Angleichung der Perronanlagen an das Behindertengleichstellungsgesetz, dem Umbau eines elektronischen Stellwerkes und der Anpassung der Gleisanlagen. Kern der Baumassnahmen war die Errichtung einer automatischen Umspureinrichtung für die Golden-Pass-Line, welche unter dem Projektnamen TransGoldenPass durchgehende Zugsverbindungen zwischen Montreux und Interlaken Ost ermöglicht.
Die Eröffnung der durchgehenden Bahnverbindung war auf Ende 2020 geplant, musste aber aufgrund der COVID-19-Pandemie und den damit verbundenen Lieferverzögerungen auf Ende 2022 verschoben werden. Im Rahmen des Fahrplanwechsels wurde der GoldenPassExpress zwischen Montreux und Interlaken Ost lanciert, ein Ausbau auf vier durchgehende Zugspaare wurde auf Juni 2023 terminiert.
Per Ende Februar 2023 wurde die durchgehende Verbindung aufgrund einer technischen Störung wieder ausgesetzt; wenig später wurde bekannt, dass die BLS Netz AG auf den Bahnstrecken Zweisimmen–Spiez und Spiez–Interlaken Ost übermässige Abnutzung an Weichen aufgrund von GoldenPassExpress-Fahrzeugen festgestellt hatte.
Seit Juli 2023 verkehren die Züge wieder durchgehend zwischen Montreux und Interlaken.

## Anlage

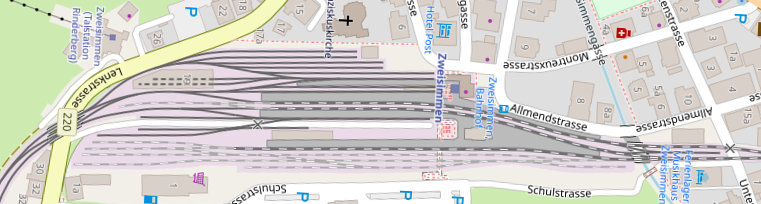
Gleisplan (2022)

Der Bahnhof besitzt sieben Bahnsteiggleise an vier Perrons. Beim Empfangsgebäude liegen die drei meterspurigen Kopfgleise 3–5 in einer Perronhalle. Die Gleise 6 und 7 sind umspurfähige Durchgangsgleise und verknüpfen die Bahnstrecke vom Montreux mit derjenigen aus Spiez. Dabei liegen die Gleise 3 und 4 beziehungsweise 5 und 6 an jeweils einem gemeinsamen Mittelperron.
Gleis 8, das sich mit Gleis 7 einen Mittelbahnsteig teilt, ist wiederum ein meterspuriges Kopfgleis, aus dem vorwiegend die MOB-Regionalzüge in die Lenk verkehren. Durchgehende Züge Montreux–Lenk wären nur mit Fahrtrichtungswechsel in Zweisimmen möglich. Am östlichen Ende der Perronanlagen befindet sich an einem Seitenperron das normalspurige Gleis 12. Durch eine Verjüngung der Gleisanlagen in Richtung Allmendstrasse liegen am östlichen Bahnhofende die Gleise 7 und 12 am selben Perron.
Die Talstation der Seilbahn nach Eggweid-Rinderberg befindet sich südlich des Bahnhofgebäudes.

## Verkehr

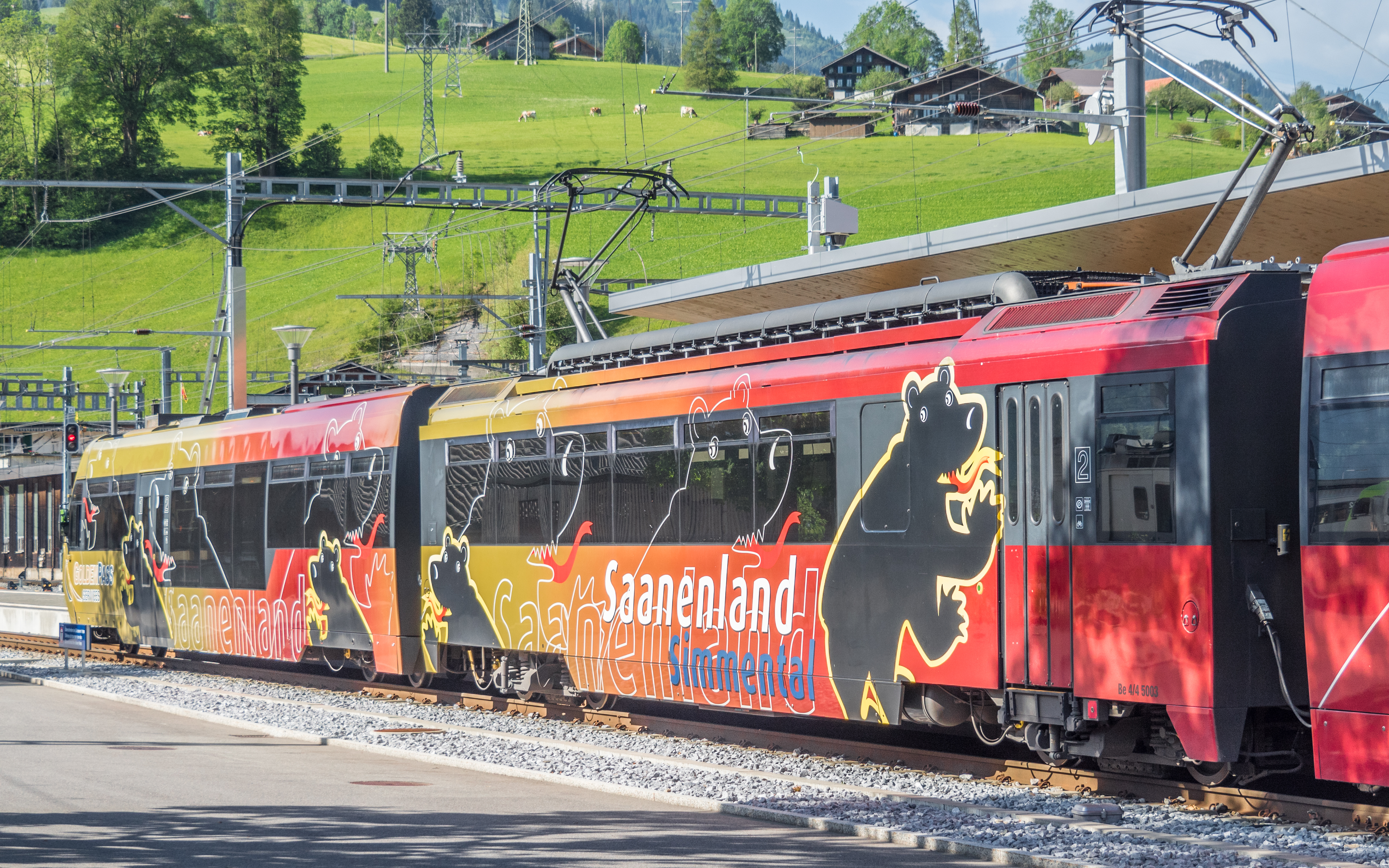
GoldenPass Panoramazug beim Bahnhof Zweisimmen

Der Bahnhof wird durch mehrere Linien der MOB und der BLS bedient: GoldenPass-Züge verbinden Zweisimmen stündlich mit Gstaad und Montreux, MOB-Regionalzüge verkehren zwischen Zweisimmen und Gstaad (zusätzlich zum GoldenPass) bzw. Lenk im Simmental. Die BLS betreibt einen Stundentakt im Regionalverkehr mit Regio mit Halt an allen Stationen zwischen Zweisimmen und Spiez; der Regio verkehrt im Rahmen eines Flügelkonzeptes mit den RegioExpress Bern–Kandersteg–Brig dann mit Zwischenhalten in Thun und Münsingen von/nach Bern. Dazu verkehren verdichtend RegioExpress-Züge zwischen Zweisimmen und Interlaken Ost (anstelle der ausgesetzten GoldenPassExpress), welche zwischen Zweisimmen und Spiez mit Zwischenhalten nur in Boltigen, Erlenbach im Simmental, Oey-Diemtigen und Wimmis beschleunigt verkehren.